# جمهورية مقدونيا الاشتراكية
جمهورية مقدونيا الاشتراكية (بالمقدونية: Социјалистичка Република Македонија, Socijalistička Republika Makedonija) كانت دولة من 6 دول مكونة لجمهورية يوغوسلافيا الاشتراكية الاتحادية و‌دولة قومية اشتراكية للمقدونيين. بعد تحويل النظام السياسي إلى ديمقراطي تمثيلي في 1990 وغيرت الجمهورية اسمها إلى جمهورية مقدونيا في 1991 - ومع بداية تفكك يوغوسلافيا - أعلنت نفسها دولة مستقلة في 8 سبتمبر 1991.
يحد جمهورية مقدونيا الاشتراكية من الغرب ألبانيا ومن الجنوب اليونان ومن الشرق بلغاريا. داخل يوغوسلافيا يحدها من الشمال صربيا (و‌مقاطعة كوسوفو المستقلة الاشتراكية).